# Iris albicans
Iris albicans (укр. Півники білуваті) — вид квіткових рослин родини півникові (Iridaceae). лат. albicans — «білуватий»

## Опис
Виростає до 30–60 см заввишки. Листя сіро-зелене до 20 (-38) х 2,2 см. Суцвіття містить 2 або 3 ароматні квітки. Квітки сріблясто-сірі в зародку, білі або брудно-білі, шириною 8 см в цвіту. Плоди — капсули. Квіти з квітня по червень.

## Поширення
Природне поширення: Саудівська Аравія, Ємен. Натуралізовані: Марокко, Ізраїль, Йорданія, Ліван, Сирія, Туреччина.

## Використання
Культивується: весь середземноморський регіон.

## Галерея

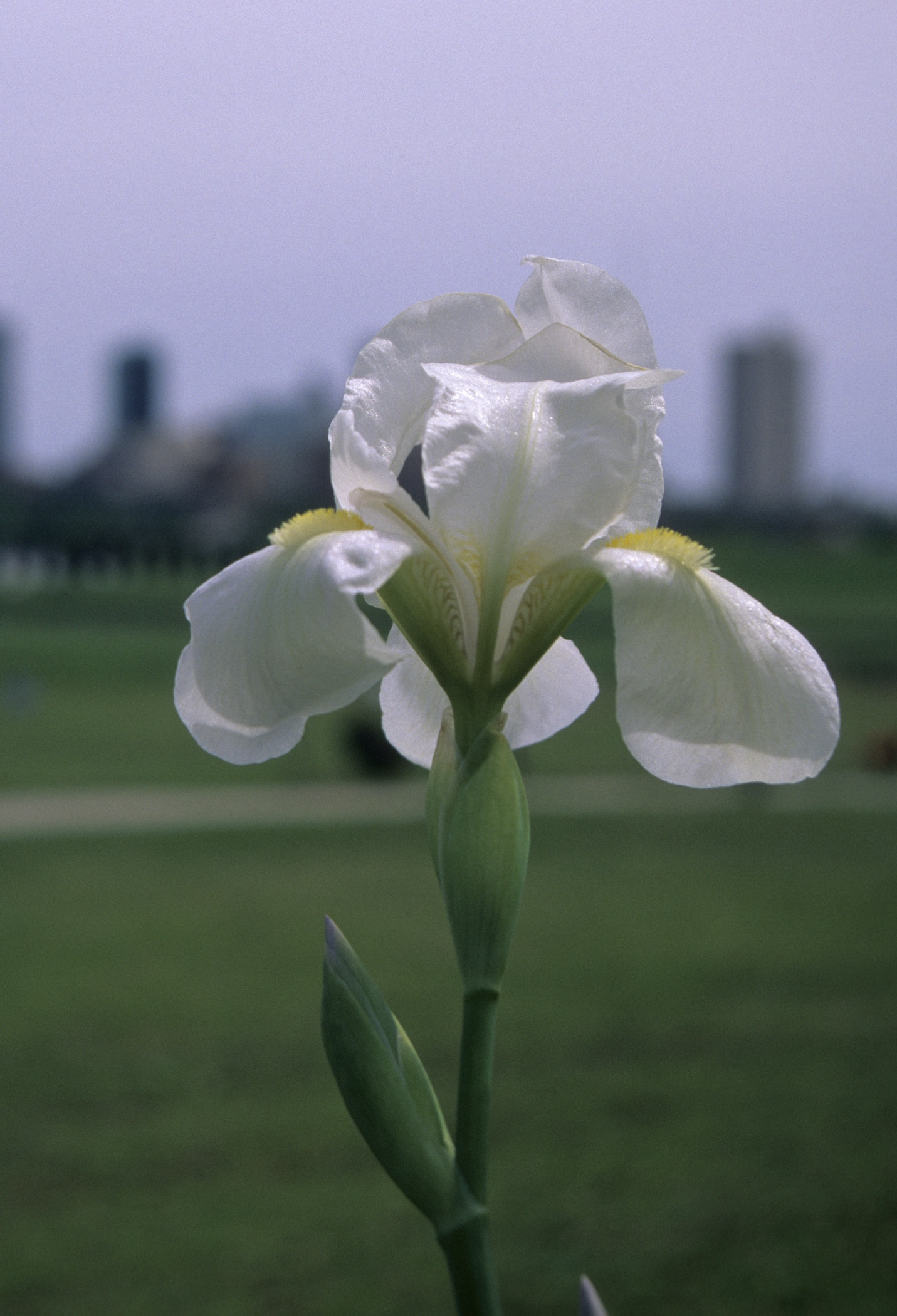
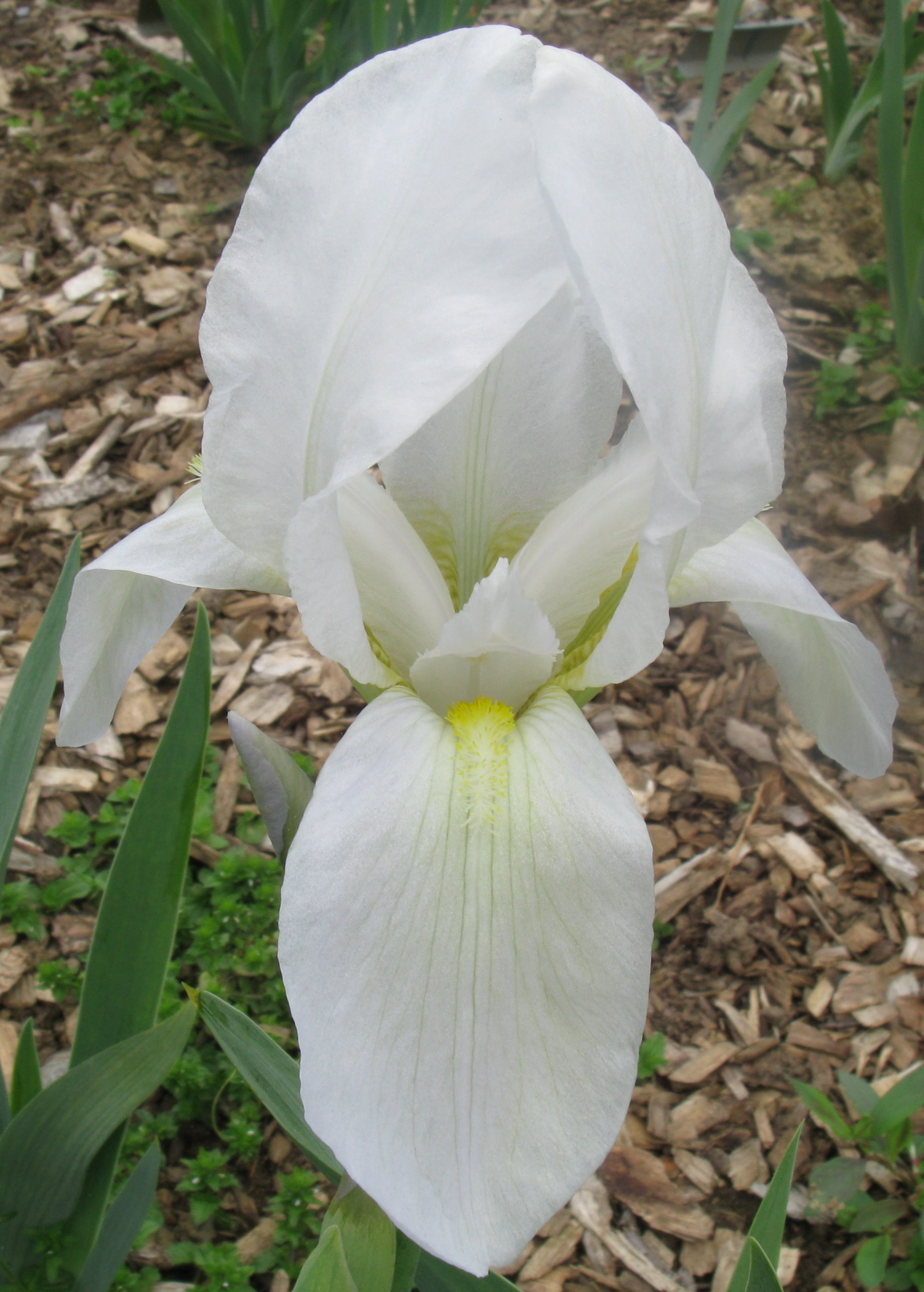

| Гібіскус | Це незавершена стаття про квіткові рослини. Ви можете допомогти проєкту, виправивши або дописавши її. |